# Булгаковский сельсовет (Башкортостан)
Булгаковский сельсовет — муниципальное образование в Уфимском районе Башкортостана.
Административный центр — село Булгаково.

## История
Согласно Закону о границах, статусе и административных центрах муниципальных образований в Республике Башкортостан имеет статус сельского поселения.
В 1992 году из состава сельсовета выделены деревни Атаевка, Искино, Королёво, Локотки, Мокроусово, Фомичево, посёлки Камышлинского мелькомбината, Поляна, станции Уршак, образовавшие Искинский сельсовет.
В 1998 году из состава сельсовета выведен посёлок Центральная усадьба конезавода №119 и поселок Фёдоровка (современные с. Ольховое и деревня Фёдоровка), образовавшие Ольховский сельсовет.
Закон Республики Башкортостан от 30 апреля 1998 года № 155-з «Об образовании Ольховского сельсовета путём разделения Булгаковского сельсовета Уфимского района Республики Башкортостан» гласит:
Статья 1. Образовать Ольховский сельсовет путём разделения Булгаковского сельсовета Уфимского района Республики Башкортостан с административным центром в поселке Центральная усадьба конезавода N 119 Уфимского района Республики Башкортостан, включив в состав Ольховского сельсовета поселок Центральная усадьба конезавода N 119 и поселок Федоровка.

Статья 2. Установить границу Ольховского сельсовета Уфимского района Республики Башкортостан согласно представленной схематической карте.
Закон Республики Башкортостан от 17 декабря 2004 г. № 125-з «Об изменениях в административно-территориальном устройстве Республики Башкортостан, изменениях границ и преобразованиях муниципальных образований в Республике Башкортостан», статья 1. «Изменения в административно-территориальном устройстве Республики Башкортостан», п.п. 52, 54, 57 гласит:

52. Изменить границы Булгаковского сельсовета Уфимского района, Уфимского района, города Уфы, Кировского района города Уфы согласно представленной схематической карте, передав часть территории площадью 96 га Кировского района города Уфы в состав территории Булгаковского сельсовета Уфимского района.
54. Изменить границы следующих сельсоветов Уфимского района, Уфимского района, города Уфы, следующих территориальных единиц города Уфы согласно представленной схематической карте, передав часть территорий территориальных единиц города Уфы в состав территорий сельсоветов Уфимского района:
379 га Кировского района города Уфы в состав территории Булгаковского сельсовета Уфимского района;
6 га Кировского района города Уфы в состав территории Ольховского сельсовета Уфимского района;

57. Изменить границы города Уфы, Уфимского района, Булгаковского сельсовета Уфимского района согласно представленной схематической карте, передав деревню Фомичево Искинского сельсовета Кировского района города Уфы в состав территории Булгаковского сельсовета Уфимского района. 

## Население
| 2009  | 2010  | 2012  | 2013  | 2014  | 2016  | 2017  |
| ----- | ----- | ----- | ----- | ----- | ----- | ----- |
| 5079  | ↗5424 | ↗5578 | ↗5700 | ↗5894 | ↗7040 | ↗7325 |
| 2018  |       |       |       |       |       |       |
| ↗7662 |       |       |       |       |       |       |

## Состав сельского поселения
| № | Населённый пункт | Тип населённого пункта       | Население |
| - | ---------------- | ---------------------------- | --------- |
| 1 | Булгаково        | село, административный центр | ↗6717     |
| 2 | Камышлы          | деревня                      | ↗758      |
| 3 | Стуколкино       | деревня                      | ↘441      |
| 4 | Фомичево         | деревня                      | ↗234      |
| 5 | Дубки            | деревня                      | ↗219      |
| 6 | Песчаный         | деревня                      | ↘181      |